# Pantelitz
Pantelitz es un municipio situado en el distrito de Pomerania Occidental-Rügen, en el estado federado de Mecklemburgo-Pomerania Occidental (Alemania), a una altura de 20 metros. Su población a finales de 2016 era de 800 habs. y su densidad poblacional, 50 hab/km².
Está ubicado al norte del distrito, a poca distancia del estrecho de Strelasund.